# Tan Cheng Hoe
Tan Cheng Hoe (tiếng Trung: 陳清和; bính âm: Chén Qīnghé; Hán-Việt: Trần Thanh Hòa; sinh ngày 30 tháng 5 năm 1968) là một cựu cầu thủ, huấn luyện viên bóng đá người Malaysia gốc Hoa.

## Sự nghiệp

### Cầu thủ
Khi còn là cầu thủ, Tan đã chơi cho Kedah FA và cùng đội vào ba trận chung kết Malaysia Cup từ 1988 đến 1990. Ông cùng đội mình thua trận chung kết năm 1988 và 1989, nhưng cuối cùng đã giành được cúp vào năm 1990.

### Huấn luyện viên
Tan là trợ lý huấn luyện viên cho Rajagopal từ năm 2004 đến 2013. Dưới thời Rajagopal và Tan, Malaysia đã đạt được nhiều kết quả tốt như lọt vào tứ kết Giải trẻ châu Á 2004 và đủ điều kiện tham gia Giải trẻ châu Á 2006. Malaysia cũng chấm dứt cơn khát chiến thắng trong bóng đá khu vực bằng việc đăng quang SEA Games 2009 và AFF Cup 2010.
Tan được bổ nhiệm làm huấn luyện viên trưởng Kedah FA năm 2014 sau khi Dave Mitchell được Kedah FA cho nghỉ ngơi vì có kết quả không đạt yêu cầu tại Malaysia Premier League. Năm 2015, Tan đã giúp Kedah FA vô địch Premier League để được thăng hạng lên Super League. Ông được vinh danh là Huấn luyện viên xuất sắc nhất năm của M-League tại Giải thưởng bóng đá quốc gia 2016 sau thành công ở Malaysia Cup, đứng thứ ba tại Super League và lọt vào bán kết FA Cup.
Năm 2017, Tan trở lại làm trợ lý huấn luyện viên của Malaysia dưới quyền Nelo Vingada và rồi chính thức đảm nhiệm vị trí huấn luyện viên trưởng Malaysia sau khi Vingada từ chức do chuỗi kết quả tồi tệ của đội tuyển.
Chuẩn bị cho AFF Cup 2018, Tan đã đề cập thông qua một bài báo xuất bản bởi FOX Sports Asia rằng Malaysia là đội bóng yếu và hy vọng người hâm mộ sẽ không đặt kì vọng quá nhiều dù được bốc thăm vào bảng A thuận lợi gồm Việt Nam, Myanmar, Campuchia và Lào. Malaysia, vượt ngoài mong đợi của thuyền trưởng Tan Cheng Hoe, đã vào tới chung kết AFF Suzuki Cup tháng 12 năm 2018 sau khi loại đương kim vô địch Thái Lan ở loạt trận bán kết. Họ tái ngộ và để thua đối thủ Việt Nam chung cuộc 2–3 sau hai lượt trận chung kết.
Tại vòng loại thứ 2 World Cup 2022 khu vực châu Á, Malaysia do ông dẫn dắt đứng thứ 3 bảng G với 4 thắng và 4 thua.
Sáng 3 tháng 1 năm 2022, LĐBĐ Malaysia (FAM) ra thông báo xác nhận ông Tan Cheng Hoe đã chính thức từ chức dẫn dắt đội tuyển sau thất bại ở AFF Cup 2020 khi bị loại ngay vòng bảng.

### Selangor F.C
Ngày 24 tháng 9 năm 2022, Tan Cheng Hoe được bổ nhiệm làm huấn luyện viên trưởng đội 1 Selangor FC.

## Danh hiệu và thành tích

### Huấn luyện viên
Kedah
- Malaysia Premier League: 2015
- Malaysia Cup: 2016
- Malaysia Charity Shield: 2017

Malaysia
- AFF Cup:  Á Quân (2018)

### Cá nhân
- FAM Football Awards – Giải Huấn luyện viên xuất sắc nhất: 2016